# Todd C. Chapman
Todd Crawford Chapman (Houston,Texas, 1962) é oficial de carreira do Serviço de Relações Exteriores dos Estados Unidos e Ex-Embaixador dos Estados Unidos no Brasil. Ele chegou ao Brasil em 29 de março de 2020, entregou suas credenciais ao Ministro das Relações Exteriores, Ernesto Araújo, no dia seguinte, e apresentou-as credenciais ao Presidente Jair Bolsonaro, em 06 de abril de 2020. Ele é ex-embaixador dos Estados Unidos no Equador e está na carreira de diplomata há mais de 25 anos.
Chapman ingressou no Departamento de Estado, em 1990, é Ministro Conselheiro Sênior no Serviço de Relações Exteriores, e já ocupou muitos cargos dentro do órgão. Antes da carreira diplomática, trabalhou como bancário, no EUA, em Nova York, e na Arábia Saudita, em Riade.

## Biografia
Chapman nasceu na cidade de Houston, localizada no Texas nos Estados Unidos. Ainda criança, mudou-se com a família para a cidade de São Paulo no Brasil. Ele viveu no Brasil durante o ensino médio, formando-se na Escola Maria Imaculada - Chapel School. 

## Carreira
Em 2000, Chapman frequentou a Joint Military Intelligence College, obteve um mestrado em Inteligência Estratégica.
Em 2001, foi designado Diretor Econômico na cidade de San Jose, a capital da Costa Rica.
Em 2004, foi nomeado Conselheiro Político, Econômico e Comercial da Embaixada dos Estados Unidos na cidade de La Paz, capital da Bolívia.
Em 2006, atuou como assistente executivo no Bureau de Assuntos do Hemisfério Ocidental, no Departamento de Estado dos EUA, Washington DC.
Em 2007, atuou como Chefe Adjunto da Missão na cidade de Maputo, a capital do Moçambique.
Entre 2010 e 2011, ele atuou como Coordenador Diplomático Sênior para Assuntos Econômicos na cidade de Cabul, capital do Afeganistão.
Em 2011, foi designado Vice-Chefe da Missão em Brasília no Brasil.
Em 2015, Chapman foi nomeado embaixador dos Estados Unidos no Equador. Assumiu o cargo em 29 de janeiro de 2016 e exerceu a função até 06 de junho de 2019.
Em fevereiro de 2020 foi nomeado embaixador dos Estados Unidos no Brasil. Alguns especialistas criticaram Chapman por parecer ter uma postura amigável em relação ao presidente Jair Bolsonaro. Chapman anunciou a sua aposentadoria em 10 de junho de 2021, continuando no cargo por 30 dias.

## Lista completa em postos do Serviço de Relações Exteriores dos Estados
- Atual embaixador (diplomata) dos EUA no Brasil (2020 - atual)
- Embaixador dos EUA no Equador (2016–2019)
- Washington DC, Vice-Secretário de Estado Adjunto Principal para Assuntos Políticos Militares (2014)
- Brasília, Brasil, Vice-Chefe da Missão (2011)
- Cabul, Afeganistão, Coordenador Diplomático Sênior para Assuntos Econômicos, Embaixada dos EUA em Cabul (2010 a 2011)
- Maputo, Moçambique, Vice-Chefe da Missão (2007)
- Washington DC, Assistente Executivo, Escritório de Assuntos do Hemisfério Ocidental (2006)
- La Paz, Bolívia, Conselheiro Político / Econômico / Comercial
- San Jose, Costa Rica, Diretor Econômico (2001)
- Abuja, Nigéria, Oficial de Energia (1997)
- Maputo, Moçambique, Diretor Econômico / Comercial (1993)
- Taiwan, Consular Officer, American Institute in Taiwan (1991))